# Linea Odakyū Tama

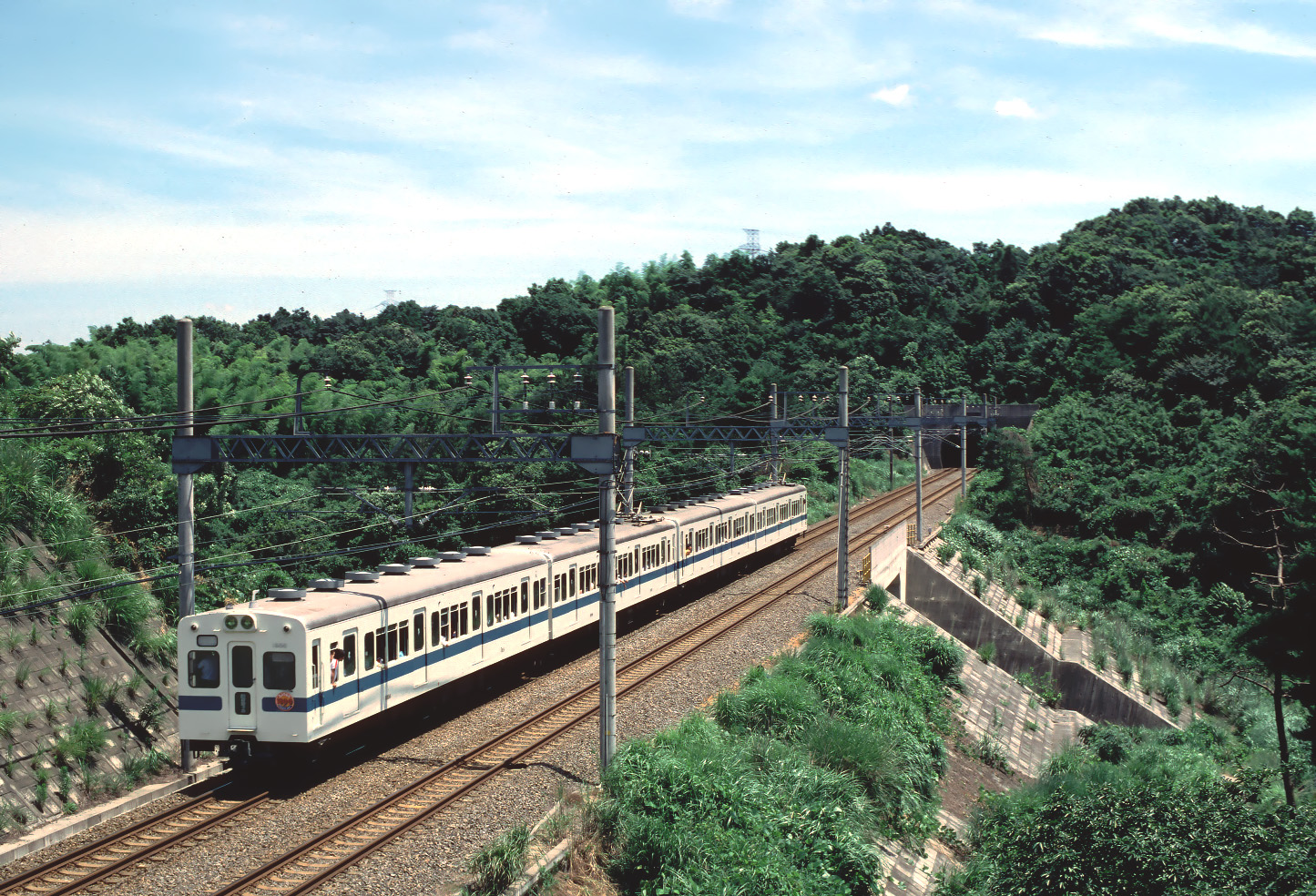
L'ultima corsa della serie 1800 ritratta in una foto del 1981

La  Linea Odakyū Tama (小田急多摩線?, Odakyū Tama-sen) gestita dalle Ferrovie Odakyū è una ferrovia a scartamento ridotto situata nella periferia sud-ovest di Tokyo che collega le stazioni di Shin-Yurigaoka a Kawasaki e Karakida, a Tama, città conurbata con Tokyo.
La linea dispone di servizi diretti che attraversano Tokyo via la linea Chiyoda della metropolitana e proseguono a nord-est sulla linea Jōban fino alla stazione di Toride.

## Servizi e stazioni
Salvo indicato diversamente, tutti i treni provengono dalla stazione di Shinjuku. Le abbreviazioni dei treni sono al solo scopo di praticità per la tabella sottostante.
Espresso Limitato (特急?, tokkyū) (EL)
Solo da Shinjuku la sera, chiamato "Homeway" ed eseguito con materiale "Romancecar"
Espresso (急行?, kyūkō) (E)
Verso Shinjuku o Ayase, disponibile la mattina dei giorni lavorativi
Espresso Tama (多摩急行?, tama-kyūkō) (ET)
Da/per Toride attraverso la linea Chiyoda della metropolitana, servizio sempre attivo
Semiespresso sezionale (区間準急?, kukan-junkyū) (ET)
Da/per Shinjuku, ferma a tutte le stazioni di questa linea
Locale (各駅停車?, kakueki teisha)
Quasi tutti all'interno della linea, con alcuni prolungati a Shinjuku, fermano in tutte le stazioni

### Stazioni
Legenda
- ● : Tutti i treni fermano
- │ : Tutti i treni passano

| Stazione               | Giapponese             | Distanza                                                               | Distanza                                                               | Distanza                                                               | Esp.                                                                   | Tama Esp.                                                              | Collegamenti                                                                 | Posizione                                                              |
| Stazione               | Giapponese             | Interstaz.                                                             | Totale                                                                 | Totale                                                                 | Esp.                                                                   | Tama Esp.                                                              | Collegamenti                                                                 | Posizione                                                              |
| Stazione               | Giapponese             | Interstaz.                                                             | Da Shin- Yurigaoka                                                     | Da Shinjuku                                                            | Esp.                                                                   | Tama Esp.                                                              | Collegamenti                                                                 | Posizione                                                              |
| ---------------------- | ---------------------- | ---------------------------------------------------------------------- | ---------------------------------------------------------------------- | ---------------------------------------------------------------------- | ---------------------------------------------------------------------- | ---------------------------------------------------------------------- | ---------------------------------------------------------------------------- | ---------------------------------------------------------------------- |
| Servizi diretti verso: | Servizi diretti verso: | ● Linea Odakyū Odawara Shinjuku ● Linea Jōban Toride via linea Chiyoda | ● Linea Odakyū Odawara Shinjuku ● Linea Jōban Toride via linea Chiyoda | ● Linea Odakyū Odawara Shinjuku ● Linea Jōban Toride via linea Chiyoda | ● Linea Odakyū Odawara Shinjuku ● Linea Jōban Toride via linea Chiyoda | ● Linea Odakyū Odawara Shinjuku ● Linea Jōban Toride via linea Chiyoda | ● Linea Odakyū Odawara Shinjuku ● Linea Jōban Toride via linea Chiyoda       | ● Linea Odakyū Odawara Shinjuku ● Linea Jōban Toride via linea Chiyoda |
| Shin-Yurigaoka*        | 新百合ヶ丘             | -                                                                      | 0.0                                                                    | 21.5                                                                   | ●                                                                      | ●                                                                      | Linea Odakyū Odawara (per Shinjuku, Odawara)                                 | Asao-ku Kawasaki Kanagawa                                              |
| Satsukidai             | 五月台                 | 1.5                                                                    | 1.5                                                                    | 23.0                                                                   | ｜                                                                     | ｜                                                                     |                                                                              | Asao-ku Kawasaki Kanagawa                                              |
| Kurihira               | 栗平                   | 1.3                                                                    | 2.8                                                                    | 24.3                                                                   | ●                                                                      | ●                                                                      |                                                                              | Asao-ku Kawasaki Kanagawa                                              |
| Kurokawa               | 黒川                   | 1.3                                                                    | 4.1                                                                    | 25.6                                                                   | ｜                                                                     | ｜                                                                     |                                                                              | Asao-ku Kawasaki Kanagawa                                              |
| Haruhino               | はるひ野               | 0.8                                                                    | 4.9                                                                    | 26.4                                                                   | ｜                                                                     | ｜                                                                     |                                                                              | Asao-ku Kawasaki Kanagawa                                              |
| Odakyū-Nagayama*       | 小田急永山             | 1.9                                                                    | 6.8                                                                    | 28.3                                                                   | ●                                                                      | ●                                                                      | Linea Keiō Sagamihara (Keiō-Nagayama）                                       | Tama Tokyo                                                             |
| Odakyū-Tama-Center*    | 小田急多摩センター     | 2.3                                                                    | 9.1                                                                    | 30.6                                                                   | ●                                                                      | ●                                                                      | Linea Keiō Sagamihara (Keiō-Tama-Center) Monorotaia Tama Toshi (Tama-Center) | Tama Tokyo                                                             |
| Karakida*              | 唐木田                 | 1.5                                                                    | 10.6                                                                   | 32.1                                                                   | ●                                                                      | ●                                                                      |                                                                              | Tama Tokyo                                                             |

- Gli espressi limitati Romancecar fermano presso le stazioni indicate da un asterisco (*).
- I locali e i semiespressi sezionali fermano in tutte le stazioni